# Rue François Bossaerts
Pour les articles homonymes, voir Bossaerts.
La rue François Bossaerts (en néerlandais : François Bossaertsstraat) est une rue bruxelloise de la commune de Schaerbeek qui commence au carrefour de l'avenue Clays et de la rue Artan et qui se termine avenue Rogier en passant par l'avenue Dailly, la grande rue au Bois et la rue Auguste Lambiotte.

## Histoire et description
La rue porte le nom d'un instituteur et homme politique schaerbeekois, François Bossaerts, né à Herenthout en 1839 et décédé à Schaerbeek en 1914.
La rue François Bossaerts s'appelait précédemment rue des Quatre Hypothèses.
La numérotation des habitations va de 1 à 151 pour le côté impair et de 2 à 154 pour le côté pair.

## Adresses notables
- no 72 : Denis A., diététicien - naturopathie
- no 119 Rdc: Gianpaolo de Pinto, artiste
- n° 119 1re Et. : Andrea Pisante, musicien

## Transport en commun
- côté avenue Clays :
  - arrêt Clays du bus 61 (STIB)
  - arrêt Clays du bus Noctis N04 (STIB)
  - arrêt Bremer du bus 358 (De Lijn)
- côté avenue Rogier :
  - arrêt Patrie du tram 25 (STIB)
  - arrêt Patrie du bus 64 (STIB)
  - arrêt Patrie du bus 65 (STIB)